# Aviosuperficie Corte
L'aviosuperficie Corte o aviosuperficie Corte de' Droso è un'aviosuperficie italiana situata a Melpignano in provincia di Lecce.

## Storia
Nel 2008 l'ENAC ha inserito la struttura nell'elenco delle aviosuperfici italiane in attività. Nel 2014 le è stato assegnato il codice ICAO LINB.